# Седжвик, Адам
Адам Седжвик (англ. Adam Sedgwick; 22 марта 1785, Йоркшир, — 27 января 1873, Кембридж) — британский учёный, один из основоположников современной геологии. Ввёл понятия девонского и позднее — кембрийского геологических периодов (последнее название было предложено им после изучения слоёв валлийских горных пород).

## Биография
Родился в семье англиканского пастора. Окончил Тринити-колледж, где изучал теологию и математику, затем увлёкся геологией, которую изучал как в Великобритании, так и в других странах Европы.

## Научная деятельность

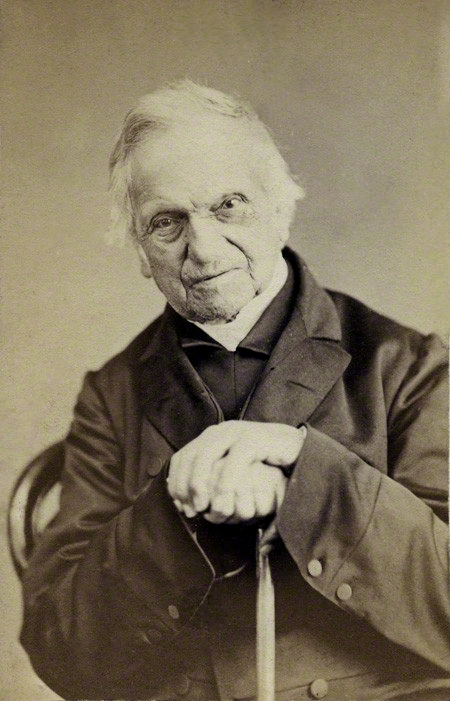
А. Седжвик, 1867

Он создал классификацию кембрийских пород и вместе с Родериком Мурчисоном занимался изучением карбонского и раннего девонского периодов. 
Соинициатор создания Кембриджского философского общества
В 1821 году стал членом Королевского общества.
До конца жизни оставался глубоко верующим человеком и утверждал, что все открытия доказывают развитие жизни согласно учению Библии. В 1820-х годах был последователем катастрофизма, однако после статьи Чарльза Лайеля в 1830 году изменил своё мнение. Одним из его студентов был Чарльз Дарвин, с которым у него завязались хорошие отношения (вплоть до того, что Дарвин писал Седжвику, находясь в плавании на корабле HMS Beagle (1820)). Седжвик впоследствии яростно критиковал и отвергал теорию эволюции Дарвина, что, однако, не мешало ему оставаться другом Дарвина до самой своей смерти.